# Шуманка
Шуманка или Шуманска река дужине је 24 km, планинска река бујичног карактера. У сушним летњим месецима проток воде је испод 20 л/с. Главна је притока Јабланице, у коју се улива код места Лебане. Настаје спајањем Клајићке и Липовачке реке, које извиру на планини Гољак. Површина слива је око 150 km². Сама Шуманка просеца планину Гољак, чинећи кањон реке Шуманке. У дужини од једног километра висина кањона са десне стране код Урманског виса износи 607 метара, а са леве стране од тока код Влајкове утрине од 639 метара. Огранци Гољака прате речни ток Шуманке све до њеног спајања са реком Јабланицом код Лебана. На овом водотоку планирана је изградња водозахвата "Кључ", и то на око 500 м од ушћа Клајићке и Липовачке реке.